# Charippus errans
Charippus errans là một loài nhện trong họ Salticidae.
Loài này thuộc chi Charippus. Charippus errans được Tord Tamerlan Teodor Thorell miêu tả năm 1895.